# Podgórz (powiat nakielski)
Podgórz – osada w Polsce położona w województwie kujawsko-pomorskim, w powiecie nakielskim, w gminie Mrocza. Miejscowość wchodzi w skład sołectwa Izabela.
W latach 1975–1998 miejscowość należała administracyjnie do województwa bydgoskiego.